# Вратна долина
Вратна долина (словац. Vrátna dolina) — це долина в гірському масиві Мала Фатра в Словаччині. Вона розташована за 3 км від села Терхова (словац. Terchová) у Жилінському краї. Вратна долина займає приблизно 36 км².
Вратна долина одне з найвідвідуваніших туристами й гірськолижниками місць Словаччини.

## Пам'ятки
- Кладовище жертв гір (Мала Фатра)